# Воробей Максим Олегович
Макси́м Воробе́й (10 грудня 1995 , Борисов, Мінська область ) — білоруський біатлоніст. Учасник Олімпійських ігор і чемпіонатів світу.

## Кар'єра

### Юніорська кар'єра
Біатлоном займається від 2003 року, особистий тренер — Большаков Василь В'ячеславович. У міжнародних змаганнях бере участь від 2010 року.
Першим великим турніром для Воробея став юніорський чемпіонат світу 2015, що відбувся в Раубичах. Там він посів 8-ме місце в індивідуальних перегонах, 16-те — в спринті і 17-те — в перегонах переслідування. В естафеті Воробей у складі збірної Білорусі посів п'яте місце.
На наступному юніорському чемпіонаті, 2016 року в Кейлі-Гредіштей, Максим посів 10-те місце в індивідуальних перегонах, 9-те — в спринті і четверте — в перегонах переслідування. У сезоні 2015—2016 спортсмен також виступав у молодіжному Кубку IBU та здобув перемогу на одному з етапів.

### Доросла кар'єра
У сезоні 2014—2015 дебютував у Кубку IBU у спринті на етапі в Бейтостолені, де посів 78-ме місце. Загалом у своєму першому сезоні жодного разу не зміг набрати залікові бали Кубка IBU. У сезоні 2015—2016 виступив набагато вдаліше, найкращий результат — шосте місце в спринті на етапі в Ріднауні.
У змаганнях на Кубок світу дебютував у лютому 2016 року на етапі в Кенморі. У своєму першому спринті відстріляв без промахів і посів 19-те місце, набравши перші залікові бали Кубка світу.

## Результати за кар'єру
Усі результати наведено за даними Міжнародного союзу біатлоністів.

### Олімпійські ігри
| Змагання                        | Інд. перегони | Спринт | Перегони пер. | Мас-старт | Естафета | Змішана ес. |
| Олімпійські ігри 2018 Пхьончхан | 39            | —      | —             | —         | —        | —           |

### Чемпіонати світу
| Змагання                  | Інд. перегони | Спринт | Перегони пер. | Мас-старт | Естафета | Змішана ес. | Од. змішана ес. |
| ------------------------- | ------------- | ------ | ------------- | --------- | -------- | ----------- | --------------- |
| Осло 2016                 | —             | 79     | —             | —         | —        | —           | Не пров.        |
| Гохфільцен 2017           | —             | 82     | —             | —         | 19       | —           | Не пров.        |
| Антгольц-Антерсельва 2020 | 79            | —      | —             | —         | —        | —           | —               |
| Поклюка 2021              | 54            | 24     | 51            | —         | 9        | —           | —               |

### Кубки світу
- Найвище місце в загальному заліку: 76-те 2016 року.
- Найвище місце в окремих перегонах: 19.

#### Підсумкові місця в Кубку світу за роками
| Сезон     | Заг. залік | Спринт | Перегони пер. | Інд. перегони | Мас-старт |
| 2015–2016 | 76         | 68     | -             | -             | -         |
| 2016–2017 | 90         | 77     | -             | 66            | -         |
| 2017–2018 | 94         | 84     | -             | -             | -         |
| 2019–2020 | 81         | -      | -             | 50            | -         |